# Руськоє (Калінінградська область)
Руськоє (рос. Русское) — селище Зеленоградського району, Калінінградської області Росії. Входить до складу Красноторовського сільського поселення.
Населення — 243 особи (2015 рік).

## Населення
| 2002 | 2010 |
| ---- | ---- |
| 216  | ↗243 |